# Вилхелм I (Фландрия)
Вилхелм I Клитон (на френски: Guillaume de Normandie, Guillaume Cliton, на немски: Wilhelm I. Clito; * 25 октомври 1102, Руан, Франция; † 28 юли 1128, Сент Омер, Франция) е титулярен херцог на Нормандия. Чрез бракове е от 1123 до 1124 г.(de iure uxoris) граф на Мен и от 1127 г. граф на Вексин и 14-играф на Фландрия.

## Живот
Произлиза от род Ролониди и е единственият син на херцог Робер II от Нормандия и Сибила от Конверсано († 1103). Внук е на Уилям Завоевателя и съпругата му Матилда Фландърска.
Той е още дете, когато неговият чичо, крал Хенри I от Англия, през 1105 г. окупира Херцогство Нормандия и от 1106 г. затваря баща му Робер, който умира през 1134 г. след 20 години затвор в Cardiff Castle в Кардиф. Вилхелм се опитва два пъти през 1117 – 1119 г. и 1123 – 1124 г. безуспешно да превземе обратно херцогството.
След като през 1120 г. единственият легитимен син на Хенри, Уилям, се удавя, Вилхелм Клитон – също в Англия – става вероятен наследник на трона.
През 1123 г. Вилхелм I Клитон се жени за Сибила Анжуйска (* 1112, † 1165), дъщеря на Фулк (крал на Йерусалим), и получава Графство Мен. Бракът е анулиран през 1124 г., заради кръвното им родство. През 1139 г. Сибила се омъжва за Дитрих Елзаски, граф на Фландрия от 1128 г.
През 1127 г. Вилхелм I Клитон се жени за Жана († 1191), дъщеря на Рене, маркграф на Монферат от род Алерамичи и на Гизела Бургундска († сл. 1133), дъщеря на граф Вилхелм I Велики от Бургундия (Иврейска династия) и Стефания де Лонгви, и вдовица на граф Хумберт II от Савоя († 1103). Така съпругата му е полусестра на Аделхайд Савойска (* 1092, † 1154), която през 1115 г. се омъжва за крал Луи VI от Франция. Получава графство Вексин.
Той няма деца. Пада убит през юли 1128 г. при Аалст, в избухналото въстание през февруари 1128 г.